# Лісівництво
Лісівни́цтво — наука про закони життя та розвитку лісу, його відновлення, вирощування та формування систем рубок, підвищення комплексної продуктивності лісових насаджень. Лісівництво поділяють на дві частини — теоретичну (лісознавство) та практичну (основи практичного лісівництва, лісокористування).

## Теоретичне лісівництво
Лісознавство — це наука про природу лісу, його біологію, морфологію, типологію, географію та екологію. Розкриває закони життя, розселення, відновлення, росту та розвитку лісу, взаємозв'язок лісу з навколишнім середовищем. Біологічні та екологічні знання про зародження лісу і природні закони його розвитку дозволяють створювати продуктивні і стійкі насадження. У сучасних умовах предметом лісознавства стала природа не тільки первісних або малопорушених лісів, а й дуже змінених людиною. Ліс, як об'єкт лісознавства, розглядається і вивчається в розрізі минулого, сучасного і майбутнього. З розвитком науки про ліс, окремі її напрямки виділилися в самостійні спеціальні дисципліни: лісові культури, лісова таксація, лісова ентомологія, фітопатологія, організація лісового господарства, лісоексплуатація, лісова пірологія і технологія побічних користувань лісом. Лісознавство як вчення про ліс сформувалось на початку XX століття. Значний внесок у розвиток лісознавства належить, серед інших, вченим-лісівникам Морозову Г. Ф., Висоцькому Г. М., Погребняку П. С..

## Практичне лісівництво
Основи практичного лісівництва є підґрунтям лісового господарства і вирішують цілий комплекс як біологічних, так і економічних питань: безперервне, невиснажливе і раціональне користування лісом з метою задоволення потреб в деревині та інших продуктах лісу і зниження собівартості лісової продукції в результаті механізації і автоматизації виробничих процесів; збереження корисних функцій лісу при раціональному користуванні; підвищення продуктивності лісу; збільшення виходу товарної продукції з одиниці площі та інше. Практичне лісівництво вивчає і рекомендує системи рубок, їх технологію та економічне обґрунтування, методи та способи природного відновлення лісів, сприяє вирішенню неузгодженостей між лісоексплуатацією і лісівництвом, між механізацією процесів заготівлі та відновленням лісів, висвітлює методи догляду за лісом та виховання біологічно стійких і цінних лісових насаджень. Одним із фахівців у цій галузі в Україні був П'ятницький С. С., який вивів високопродуктивні форми дуба.